# Tercer Doctor

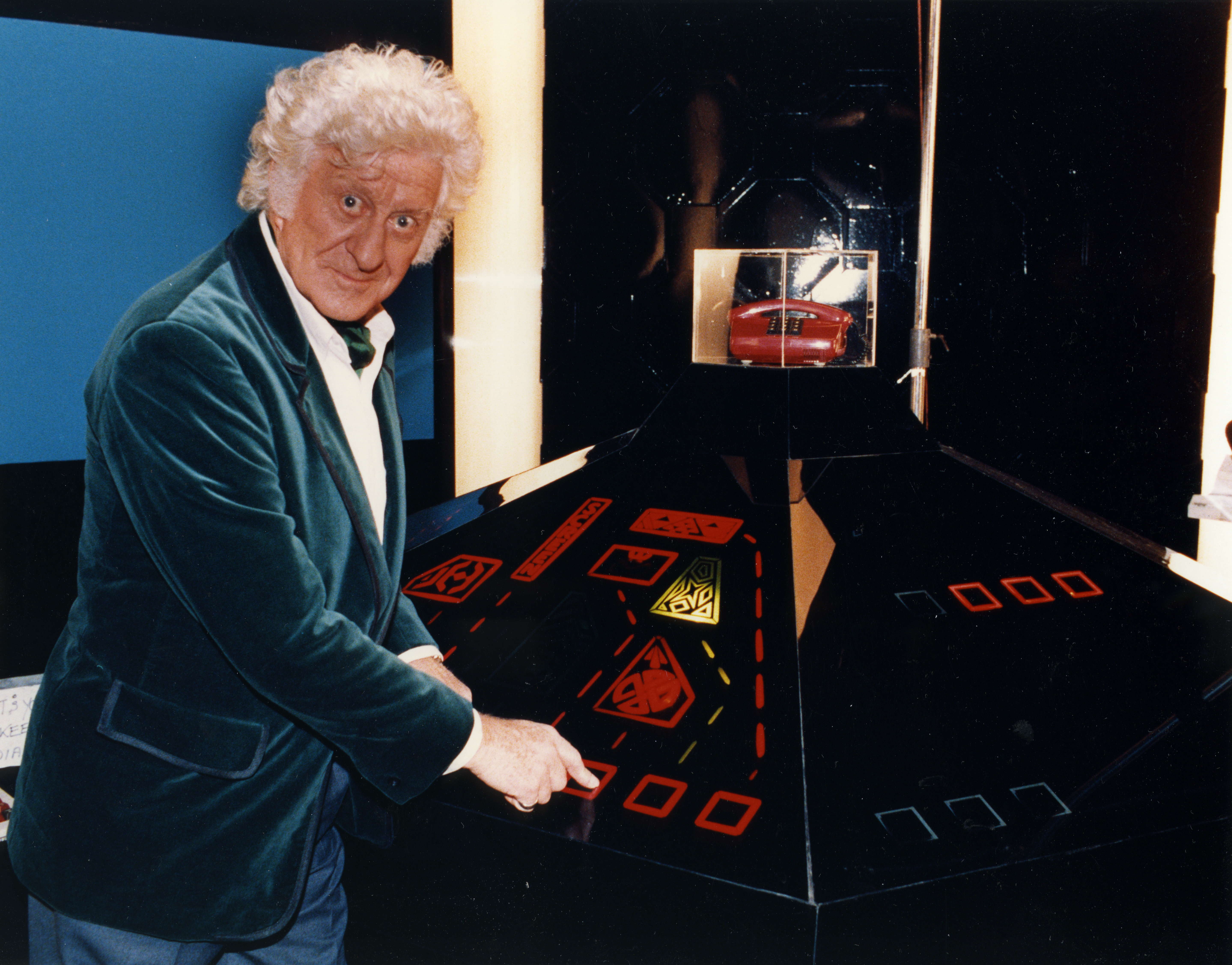
Jon Pertwee, actor del Tercer Doctor, simulando operar una réplica de los controles de la TARDIS en una convención en Nueva Zelanda, 1985.

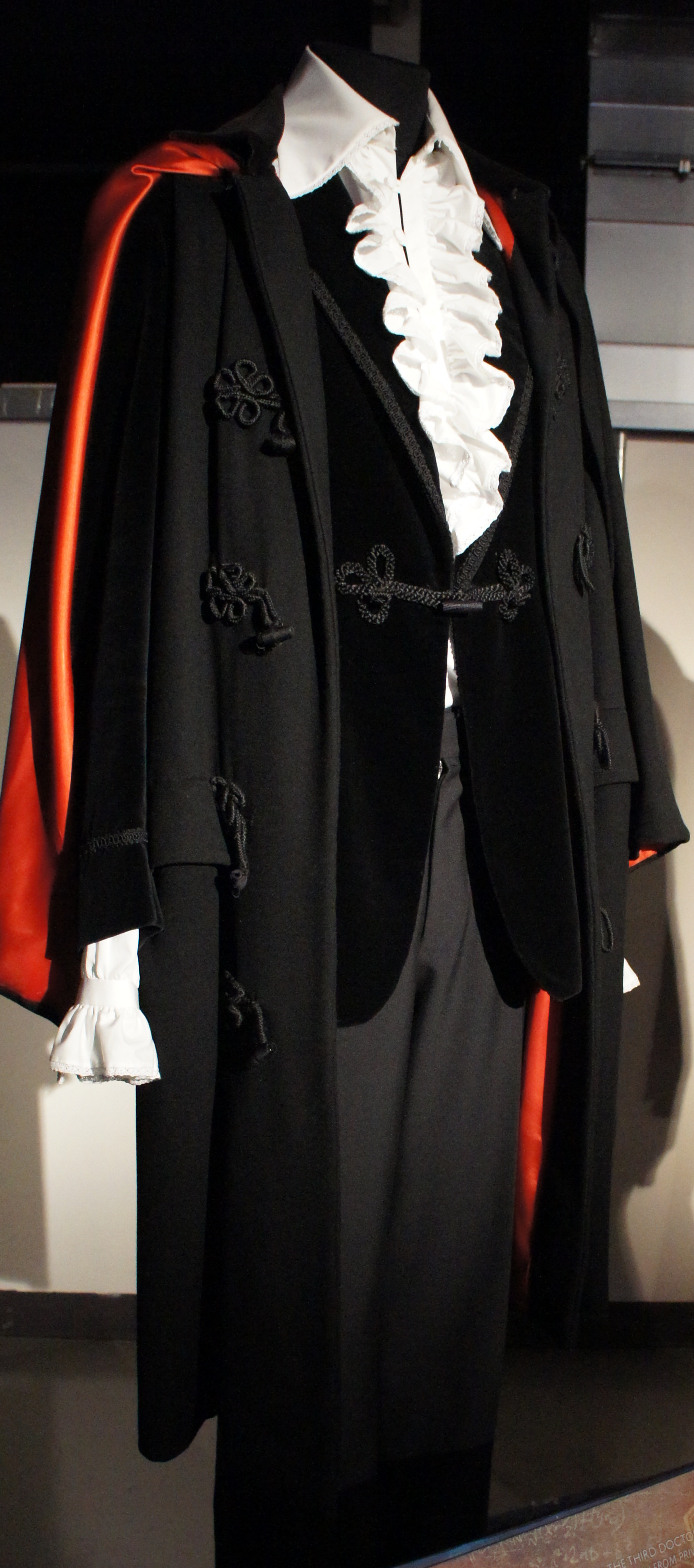
Vestimenta del Tercer Doctor en su serial debut Spearhead from Space; el Tercer Doctor se caracterizaría por posteriormente usar vestimenta similar.

El Tercer Doctor es la tercera encarnación del protagonista de la longeva serie británica de ciencia ficción de la BBC Doctor Who. Fue interpretado por el actor Jon Pertwee.
En la narrativa de la serie, el Doctor es un alienígena de siglos de edad de la raza de los Señores del Tiempo del planeta Gallifrey que viaja por el espacio y el tiempo en su TARDIS, frecuentemente con acompañantes. Cuando el Doctor es herido mortalmente, su cuerpo se regenera automáticamente, y como resultado, cambia su apariencia física y su personalidad.

## Personalidad
El Tercer Doctor era un hombre de acción afable, apuesto, orientado tecnológicamente y autoritario que no solo sabía "aikido venusiano" (o karate) sino que disfrutaba trabajar con artilugios y pilotar toda clase de vehículos, como el Whomobile y su "ojito derecho", el automóvil vintage amarillo canario apodado Bessie, una construcción que tenía artilugios como un control remoto, capacidad de velocidad dramáticamente aumentada, y amortiguadores inertes. El Primer Doctor, cuando conoció al Tercero, le describió indignado como un "dandi".
Mientras esta encarnación pasó la mayor de su tiempo exiliado en la Tierra, donde trabajó a regañadientes como consultor científico de UNIT, ocasionalmente fue enviado a misiones por los Señores del Tiempo, donde pudiera actuar como mediador. Aunque tomó cariño por los terrícolas con los que trabajó (como Liz Shaw y Jo Grant), aprovechaba cualquier oportunidad de volver a las estrellas con un entusiasmo juvenil (como puede verse por su actitud frívola en The Mutants) Si este Doctor tenía un aire ligeramente paternalista y autoritario, también era rápido en criticar a la autoridad, teniendo muy poca paciencia con los burócratas autocomplacientes, los ministros parroquianos, los militares pelmazos y los papeleos en general. Su valentía podía convertirse fácilmente en indignación enojosa; no sorprende que una muletilla suya fuera, "¡Ahora escúchame a mí!"
A pesar de su arrogancia a ratos, al Doctor le importaban de verdad sus acompañantes, de un modo paternalista, e incluso tenía una admiración velada por su nemesis, el Amo, y por el líder de UNIT, el Brigadier Lethbridge-Stewart, con quien estrechó una amistad. De hecho, incluso cuando su pesado destierro terminó, el moral y gallardo Tercer Doctor continuó ayudando a UNIT a proteger la Tierra de todo tipo de amenazas alienígenas.
En general, esta encarnación del Doctor era más atrevida físicamente que las dos anteriores, y fue el primero en enfrentarse a los enemigos por la fuerza si estaba acorralado (sus dos encarnaciones anteriores casi siempre intentaban esquivar, huir o negociar antes que atacar). Esto normalmente tomaba la forma de golpes rápidos, ocasionalmente con llaves de judo, suficientes para librarse a sí mismo y a cualquiera que les acompañara de un peligro inmediato, pero no llegaba normalmente a los extremos de meterse en una pelea, manteniéndose en la naturaleza de no violencia del Doctor. Solo usaba sus habilidades en la lucha si no tenía otra alternativa, e incluso entonces generalmente desarmaba a sus oponentes en lugar de dejarlos inconscientes. De hecho, sus artes marciales eran tales que un solo golpe seco solía ser suficiente para detener a lo que quiera que le amenazara, y en cierto momento le recordó al capitán Yates (tanto física como verbalmente) que Yates lo iba a encontrar difícil para echarle de algún sitio del que no quisiera que le echaran (The Mind of Evil).
Quizás por el tiempo que pasó en la Tierra, o quizá simplemente por su tendencia pacifista y autoritativa, el Tercer Doctor era un experimentado diplomático (reactivando los diálogos en The Curse of Peladon, por ejemplo) y lingüista, y también tenía cierta maña para los disfraces; todo esto, combinado con su formidable experiencia galáctica, solía permitir al Tercer Doctor tomar un papel central en los eventos en los que se encontraba.

### Apariencia
Siempre carismático, este Doctor tenía una forma personal de vestir que es la más ornamentada de sus variadas encarnaciones, con camisas con chorreras, chaquetas de terciopelo azul, verde, borgoña, rojo o negro; pantalones de noche a juego con su chaqueta, botas formales o de montar, zapatos de vestir, y abrigos Inverness como vestuario regular; con variaciones y accesorios como pajaritas, corbatas y guantes de cuero. Todo esto le dio al Tercer Doctor el apodo de "El Doctor Dandy". En The Three Doctors, el Primer Doctor, hablando del Tercer y el Segundo Doctor respectivamente, les nombró despectivamente como "el dandy y el payaso".
Jon Pertwee dijo que fue su interpretación como el Tercer Doctor la que le ayudó a descubrir exactamente quién era él cuando no estaba con los disfraces cómicos y las voces: un hombre de acción, pulcro y orientado tecnológicamente. Esto fue porque Terrance Dicks le aconsejó hacer de sí mismo con el Tercer Doctor: ciertamente, que "interpretara a Jon Pertwee". Pertwee recordó preguntarse a sí mismo, tras este consejo, "¿Y ahora quién diablos es ese?" Sus interpretaciones, según dijo en años posteriores, le ayudaron a encontrar la respuesta a esa pregunta.
El Tercer Doctor tenía una marca en el brazo que ninguna de sus otras encarnaciones tenía. Se trataba de un tatuaje que Pertwee se había hecho durante su servicio en la Marina. La novela Christmas on a Rational Planet de Virgin New Adventures explicó la marca como un símbolo de los Señores del Tiempo que identificaba a un exiliado, y fue eliminada una vez que el exilio del Doctor fue conmutado. Sin embargo, como todos los elementos ajenos a la televisión, no está claro si esta explicación forma parte de la continuidad oficial del personaje.

## Estilo de historias
Las historias del Tercer Doctor fueron las primeras emitidas en color. Las primeras se ambientaron en la Tierra para ahorrar presupuesto. Para explicar esto, el Segundo Doctor fue exiliado a la Tierra por su raza de los Señores del Tiempo, y fue forzado a regenerarse. En la Tierra trabajó con el Brigadier Lethbridge-Stewart y el resto del equipo de UNIT. Sin embargo, según avanzaba el tiempo, iba encontrando razones para abandonar la Tierra, normalmente enviado a misiones por los Señores del Tiempo. Finalmente, tras derrotar al renegado Omega en The Three Doctors, los Señores del Tiempo le dieron la libertad completa en agradecimiento por salvar Gallifrey.
La era del Tercer Doctor introdujo a muchos de los adversarios más memorables del Doctor. Los autones, el Amo, Omega, los Sontaran, los Silurians y el Demonio Marino, todos ellos hicieron su debut en este periodo, y los Daleks regresaron tras una ausencia de cinco años a mitad del periodo de Pertwee. El Tercer Doctor fue el único de la serie clásica que jamás tuvo una historia con los Cybermen (aunque ni el Octavo ni el Noveno Doctor se enfrentaron con ellos tampoco), pero se encontraría con ellos después en The Five Doctors.

## "Revierte la polaridad"
La muletilla más asociada con la era del Tercer Doctor es probablemente "revertir la polaridad del flujo de neutrones (reverse the polarity of the neutron flow)". La frase era la forma de Pertwee de enfrentarse a la jerga tecnológica que debía pronunciar como el Doctor. Terrance Dicks recalca que usó esa línea un guion y que Pertwee se le acercó sobre esa línea. Dicks había temido que tendría que quitarla, pero Pertwee dijo que le gustaba, y que le gustaría decirla más a menudo. Dicks se lo agradeció.
El Tercer Doctor solo dijo la frase completa "revertir la polaridad del flujo de neutrones" dos veces en pantalla, en The Sea Devils (1972) y en el especial del 20 aniversario The Five Doctors (1983). Pertwee usó la frase en el teatro en la obra Doctor Who - The Ultimate Adventure de 1989; cuando Colin Baker le sucedió en el papel en la obra, cambió la línea por "Revertir la linearidad del flujo de protones". En el radioteatro The Paradise of Death, el Brigadier le pregunta "¿Revertir la polaridad del flujo de neutrones?" y el Doctor procede a explicarse que la frase no significa nada. En otras ocasiones en pantalla, el Tercer Doctor "revertía la polaridad" pero no de los neutrones.
La frase completa se usó en varias novelizaciones de Target Books. También la usó después el Cuarto Doctor (en City of Death) y el Quinto Doctor (en Castrovalva y Mawdryn Undead). La frase se usó en estos episodios y en The Five Doctors como una referencia nostálgica. En el episodio del Décimo Doctor, The Lazarus Experiment, el Doctor, mientras está escondido en la máquina de Lazarus, comenta que le ha costado mucho revertir la polaridad porque ha perdido la práctica; el Décimo Doctor usa la frase completa en Music of the Spheres. Durante el episodio The Almost People, un clon del Undécimo Doctor pronuncia la frase mientras intenta adaptarse a los recuerdos de todas las regeneraciones. Incluso la entremezcla por el gusto de su regeneración por las gominolas, diciendo "revirtiendo la gominola del flujo de neutrones".
La frase ha entrado en la cultura geek, y ha sido utilizado en muchos programas de televisión como technobabble, en la serie animada Los Verdaderos Cazafantasmas el Dr. Egon Spengler utiliza esta misma frase como muletilla.

## Secuencia de títulos y logo
La secuencia de títulos original para las temporadas del Tercer Doctor era una extensión de las tramas caleidoscópicas que habían usado los Doctores anteriores, incorporando la cara de Pertwee y coloreando las tramas, para marcar que Doctor Who se emitía en color por primera vez. En la última temporada del Tercer Doctor se creó una nueva secuencia de títulos, diseñada por Bernard Lodge. Parcialmente inspirada por la secuencia del hiperespacio de la película de Stanley Kubrick 2001: Una odisea en el espacio, una parte de esta secuencia fue el prototivo del clásico túnel del tiempo de las temporadas del Cuarto Doctor. La temporada final del Tercer Doctor introdujo por primera vez el logo clásico de diamante que permanecería hasta 1980.
El logo introducido en 1970 y usado en las primeras temporadas de Pertwee se usaría de nuevo, de forma modificada, como el logo de la película de 1996. Esta versión se convirtió en el logo oficial de Doctor Who, sobre todo para el material conectado al Octavo Doctor. Con la introducción del nuevo logo oficial de la serie en 2005, el logo de 1996 continuó usándose por Big Finish Productions para el logo de todo el material ambientando antes de la serie de 2005, incluyendo libros y audiodramas, y por los lanzamientos en DVD de la BBC de episodios de la serie clásica 1963-1989, libros y audio.

## Apariciones posteriores
El Tercer Doctor aparecería una vez más oficialmente en el 20 aniversario de 1983, The Five Doctors. Antes de su muerte, Pertwee haría el papel en pantalla una última vez en el especial benéfico de 1993, Dimensions in Time.

## Otras menciones
Imágenes del Tercer Doctor aparecen en The Brain of Morbius, Mawdryn Undead y Resurrection of the Daleks. Un retrato suyo puede verse en Timelash. Un fragmento del Tercer Doctor tomado de Terror of the Autons aparece en The Next Doctor, otro aparece en la historia de The Sarah Jane Adventures, The Mad Woman in the Attic, en un flashback, e imágenes suyas aparecen en The Eleventh Hour, The Lodger y el episodio de The Sarah Jane Adventures Death of the Doctor.
También aparece en El nombre del Doctor, donde se reutilizaron escenas del episodio The Five Doctors, y en El día del Doctor donde se utilizó material archivado.